# Anne Ramsay
Anne Ramsay (ur. 11 września 1960) – amerykańska aktorka filmowa i telewizyjna.

## Filmografia
seriale
- 1981: Posterunek przy Hill Street jako pani Scalisi
- 1992: Szaleję za tobą jako Lisa Stemple
- 2000: Tajemniczy element jako Martha Corday
- 2005: Krok od domu jako Roberta Richter
- 2011: Franklin & Bash jako Martha Strauss

film
- 1988: Something Is Out There jako kierowca limuzyny
- 1995: Idealne alibi jako Paula Simpson
- 2001: Planeta Małp jako doktor Grace Alexander
- 2009: Sekret Harry’ego jako pani Brown
- 2013: Emanuel and the Truth about Fishes jako klientka

## Nagrody i nominacje
Za rolę Lisy Stemple w serialu Szaleję za tobą została trzykrotnie nominowana do nagrody Aktor.